# Резерв керування (електромережа)

Зміна частоти в електромережі впродовж 48 годин, у деяких країнах Європи та Азії

В електричних мережах резерв керування — це генерувальна потужність, доступна системному оператору протягом короткого проміжку часу для задоволення попиту на випадок, якщо основний генератор вийде з ладу або станеться інше порушення постачання. Більшість енергосистем розроблено так, що за нормальних умов робочий резерв завжди дорівнює щонайменше, потужності найбільшого постачальника електроенергії з додаванням частки можливого пікового навантаження.

## Вступ
Балансова потужність, яка також називається резервною (запасною) потужністю, дає певність, що споживачі електроенергії в електромережі отримають саме потрібну кількість електроенергії за будь-якого навантаження на мережу. Заради цього можна негайно змінювати потужність на керованих електростанціях, швидко запускати електростанції (наприклад газотурбінні), або використовувати гідроакумулювальні електростанції. Крім того, певні споживачі електроенергії можуть бути відімкнені від мережі за допомогою систем керування навантаженням. Таке розподілення часто можливе лише протягом найбільшого проміжку часу, тобто контрольна енергія обмежена. Керована потужність є частиною послуг з балансування, які потрібні для покриття втрат і врівноваження різниці між подаванням та споживанням в межах забезпечення енергією. Балансувальна потужність або енергія – це електроенергія, яку купують оператори системи електропередавання для надання системних послуг. Витрати на закупівлю керувальної енергії, оператор системи передавання перекладає на суб’єктів, відповідальних за відхилення навантаження в електричній мережі (так званих керівників балансувальної групи), виходячи з величини та знаку відповідної балансувальної енергії. Крім того, оператор системи передавання, може вимикати навантаження від мережі автоматично чи за допомогою команд на перемикання, або призначати задані значення (уставки) електростанціям в особливих робочих станах, для підтримки безпеки енергосистеми. Таким способом можна усталити мережу електропостачання, а в надзвичайних станах можливо запобігти втраті навантаження та, як наслідок, регіонально обмеженим незначним вимкненням електроенергії або загальним перебоям постачання електроенергії.

## Види оперативного резерву
Оперативний резерв складається з обігового резерву, а також необігового або додаткового резерву:
- Обіговий (гарячий) резерв — запасна генерувальна потужність, яка доступна за допомогою збільшення вихідної потужності робочих генераторів, які вже приєднані до енергосистеми. Для більшості генераторів, це зростання вихідної потужності досягається збільшенням крутного моменту, прикладеного до ротора турбіни.[3]

- Необіговий резерв або додатковий резерв — відкладена виробнича потужність, яка наразі не приєднана до системи, але може бути увімкнена в мережу після невеликої затримки. В окремішних системах живлення, це зазвичай дорівнює потужності, доступній від генераторів швидкого запуску.[3] Однак у взаємопов’язаних (об'єднаних) енергосистемах це може передбачати потужність, доступну за короткий час, шляхом постачання електроенергії з інших систем або зменшення потужності, яка зараз постачається до інших енергосистем.[4]

Генератори, які придатні забезпечувати як обіговий, так і не обіговий резерв, повинні мати змогу досягти очікуваної потужності протягом приблизно десяти хвилин. Більшість настанов щодо енергетичних систем вимагають, щоби значна частина їх робочого резерву надходила з обігового запасу потужності. Це пояснюється тим, що такий резерв трохи надійніший (він не має перешкод пов'язаних із запуском) і може відповідати миттєво, тоді як у додаткових резервних генераторів виникає затримка, коли генератор запускається в автономному режимі.
Як швидкий і значний робочий резерв, можна використовувати центрально керовані кондиціонери та термостати, які застосовуються у великих житлових приміщеннях. Переваги цієї технології наразі вивчаються.
Оперативний резерв є важливою передумовою для забезпечення того, щоби планування графіка роботи генераторів на добу наперед, могло протистояти невизначеності через непередбачені зміни в профілі навантаження або несправності обладнання (генератори, трансформатори, лінії передавання).
Для прикладу, каліфорнійський (встановлена генерувальна потужність штату Каліфорнія/США станом на 2001 рік — 45 ГВт) незалежний системний оператор, має робочий резерв на рівні 6% виміряного навантаження. Сюди входить резерв обігу на 3%, від дозованого навантаження.

## Інші види резерву
Крім того, існує два інших види резервної потужності, які часто обговорюються в поєднанні з робочим резервом: резерв частотно-регульований та резерв заміни.
- Резерв частотно-регульований (також відомий як резерв керування) впроваджується як автоматична відповідь на втрату постачання. Це відбувається через те, що відразу після втрати частини електропостачання, робочі генератори сповільнюються через збільшення на них навантаження. Для боротьби з цим сповільненням, багато генераторів мають регулятор. Допомагаючи генераторам розганятися, ці регулятори забезпечують невелике підвищення як вихідної частоти, так і потужності кожного генератора. Однак, оскільки частотно-регульований резерв часто незначний і не прив'язаний до оператора системи, він не вважається частиною робочого резерву.[9]

- Резерв заміни (також відомий як резерв на випадок непередбачених обставин) — це запасна потужність, що забезпечується генераторами, які потребують більш тривалого часу запуску (зазвичай від тридцяти до шістдесяти хвилин). Він використовується для розвантаження генераторів котрі забезпечують обіговий або необіговий резерв, отже відновлює робочий резерв (замінний резерв інколи називають 30- або 60-хвилинним робочим резервом).[9]

## Необхідність регулювання

Карта європейських організацій операторів систем передавання електроенергії (регіональні групи) Континентальна Європа, Північна Європа, Балтія, Велика Британія та Ірландія/Північна Ірландія (раніше UCTE, UKTSOA, NORDEL, ATSOI, IPS/UPS). 2006

Навантаження в мережі відрізняється від прогнозованого, і це відхилення необхідно врівноважувати. Це випливає з фізичної потреби того, що електромережі не можуть накопичувати енергію, отже потужність котра подається, повинна завжди відповідати загальній споживаній потужності з додаванням втрат електроенергії через передавання на великі відстані. Відхилення від цього в мережах напруги змінного струму, призводять до зміни частоти мережі, яка є рівномірною (синхронною) у всій мережі напруги змінного струму: якщо є надлишок потужності, частота мережі відхиляється в бік зростання від номінальної частоти, а якщо є недостатня пропозиція, це призводить до так званої зниженої частоти.
Відхилення може бути викликано як точкою входу, так і точкою виходу. Прикладами є збої на електростанціях, невідповідність профілям постачання великих споживачів, помилки передбачень в роботі вітроенергетичних або фотоелектричних систем і втрата споживачів у разі збоїв в електромережі.
Якщо є нестача потужності, тобто якщо потрібна додаткова потужність, щоби повернути частоту мережі до цільового рівня, це називається потужністю додатного керування. Ця допоміжна потужність може бути забезпечена шляхом увімкнення додаткової потужності генерації та/або вимкнення споживачів. Коли буде навпаки, говорять про від'ємну балансувальну потужність, яку можна забезпечити завдяки скороченню вироблення та/або додаткового споживання електроенергії. Чим більше контрольна область, тим менша відносна потреба в керувальній енергії, оскільки причини коливань здебільшого не залежать одна від одної, тож частково врівноважують одна одну.
Коливання напруги мережі та відхилення від номінальної напруги в мережі, з іншого боку, дуже відзначаються регіональним споживанням та постачанням і врівноважуються в певних межах, наприклад, технічним обладнанням, як от перемикачі для силових трансформаторів, котрі розміщені на підстанціях. Це дає певність, що споживачі, приєднані до мережі, можуть отримати електричну напругу в межах допусків щодо номінальної напруги, майже незалежно від потоку навантаження.
Безпечна та безперервна робота мережі вимагає підтримання балансу між подаванням та споживанням енергії. Порушення цієї рівноваги неминуче призводить до зміни частоти мережі. Оскільки постійна частота мережі в межах заданого розбігу допусків є основою надійного енергопостачання, у разі несправності потрібне використання узгоджених механізмів для регулювання частоти.

### Керування частотою в UCTE
Являючись частиною синхронної зони UCTE, ENTSO-E встановлює певні стандарти для контролю частоти. Це охоплює розподіл завдання регулювання частоти на різні рівні контролю, а також правила щодо найменших резервних потужностей і транскордонних потоків енергії. Розрізняють наступні етапи контролю:
- Інерція, стійкість без керувального втручання завдяки залученню інерційних мас в розподілених активних генераторних системах.

- Первинне керування, для балансу активної потужності, здебільшого через регулювання швидкості електричних генераторів робочих електростанцій.

- Вторинне керування, використовується для підтримки сталості частоти. В електромережах, таких як UCTE, також для керування потоком навантаження та розподілу навантаження.

- Третинне керування, яке також називають хвилинним резервом, використовується для економічної оптимізації роботи.
- Четвертинне керування для компенсації похибки мережного часу (час електричних годинників, які мають частоту мережі як базу), котра викликається накопиченими відхиленнями частоти мережі за більш тривалі проміжки часу.